# Tachina particeps
Tachina particeps är en tvåvingeart som beskrevs av Walker 1853. Tachina particeps ingår i släktet Tachina och familjen parasitflugor. Inga underarter finns listade i Catalogue of Life.